# Рэтель, Генрих
Генрих Рэтель (нем. Heinrich Rätel, иногда Рэтель-старший, нем. Rätel der Elter; 18 ноября 1529, Заган — 24 апреля 1594, Заган) — немецкий литератор.
Биография Рэтеля малоизучена; по-видимому, он провёл в своём городе всю или почти всю жизнь и умер в должности бургомистра.
Рэтелю принадлежат две пьесы на ветхозаветные сюжеты: изданная в 1573 г. в Гёрлице «духовное действо, или трагедия» «История Ааронова золотого тельца» (нем. Eine neue geystliche Action oder Tragedie, die Histori vom gulden Kalb Aaronis) и опубликованная там же посмертно, в 1603 году, «Комедия о непослушном давидовом сыне Авессаломе» (нем. Comödia von Davids ungerathenem Sohne Absalon).
В остальном Рэтель занимался переводами с латыни на немецкий, как правило, по-видимому, значительно дополняя и перерабатывая исходные тексты. В 1585 году он опубликовал «Силезские анналы» Иоахима Куреуса (дописав самостоятельно хронику за последние полвека), в 1588 г. — «Жизнь Иоанна Васильевича, великого князя Московии» Пауля Одерборна, обе книги неоднократно переиздавались. В 1589 году появился перевод трактата Альберто Лоллио «Истинная похвала сельской жизни» (нем. Wares Lob des Feldlebens). В 1590 году Рэтель напечатал, с посвящением курфюрсту саксонскому Кристиану, перевод отчёта Рейнгольда Гейденштейна, секретаря Стефана Батория, «Записки о Московской войне». Посмертно в 1603 г. в Любеке был напечата немецкий перевод «Истинного противоядия от чумы отчаяния» Нильса Геммингсена.